# Der Staatsanwalt hat das Wort: Unverhofftes Wiedersehen
Unverhofftes Wiedersehen ist ein deutscher Fernsehfilm von Horst Zaeske aus dem Jahr 1973. Das kriminologische Fernsehspiel erschien als 26. Folge der Filmreihe Der Staatsanwalt hat das Wort.

## Handlung
Gisela Mewitt hatte Harry Andermann vor zehn Jahren verlassen. Sie glaubte damals nicht an eine gemeinsame Zukunft. Als er ihr nun unverhofft wiederbegegnet – ein angesehener Mann, der Vertrauen und Anerkennung genießt –, ist sie erstaunt über seine Entwicklung und fragt sich, ob sie ihn damals richtig gesehen hat. Oder ist sie einer Aufgabe ausgewichen und gar ihrem gemeinsamen Glück?

## Produktion
Unverhofftes Wiedersehen entstand 1972  im Zuständigkeitsbereich des DDR-Fernsehens, Bereich Unterhaltende Dramatik – HA: Reihenproduktion, Abt. „Der Staatsanwalt hat das Wort“. 
Szenenbild: Heinz-Helmut Bruder; Dramaturgie: Jutta Schütz; Kommentare: Peter Przybylski.
Das Filmmaterial ist zum größten Teil verschollen.